# Tammerkoski
Les rapides Tammer (finnois : Tammerkoski) sont les rapides d'une rivière qui traverse Tampere en Finlande.

## Description
Longs de 2 kilomètres, les rapides s'écoulent entre du lac Näsijärvi au lac Pyhäjärvi.
La différence d'altitude entre ces deux lacs est de 18 mètres, ce qui engendre des rapides très importants.
Ces rapides ont été une source d'énergie importante pour les usines qui se sont implantées à Tampere dès la fin du XVIIIe siècle.

## Galerie

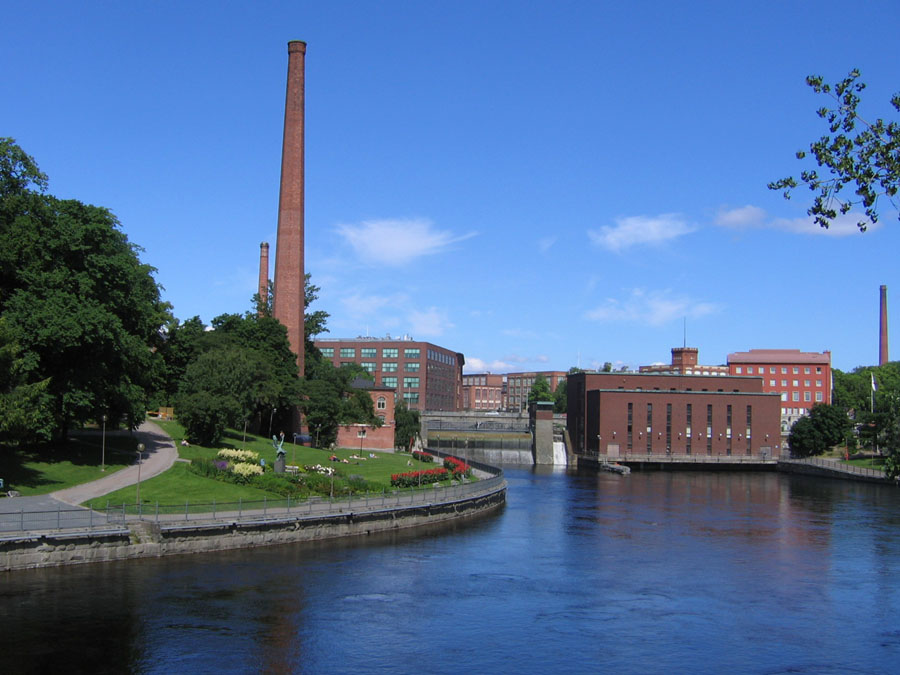
Tammerkoski au nord.
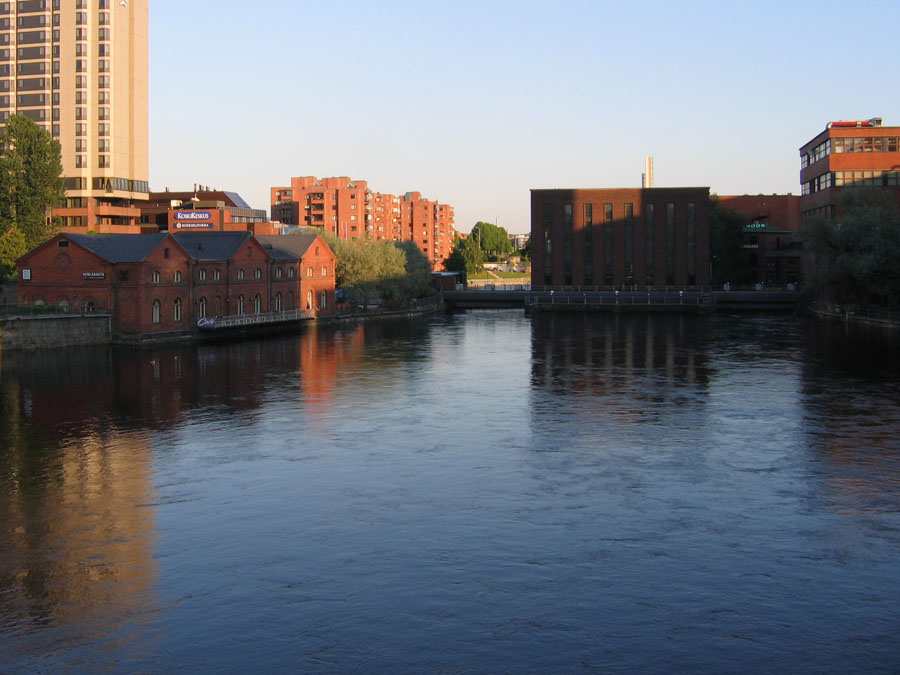
Tammerkoski au sud.
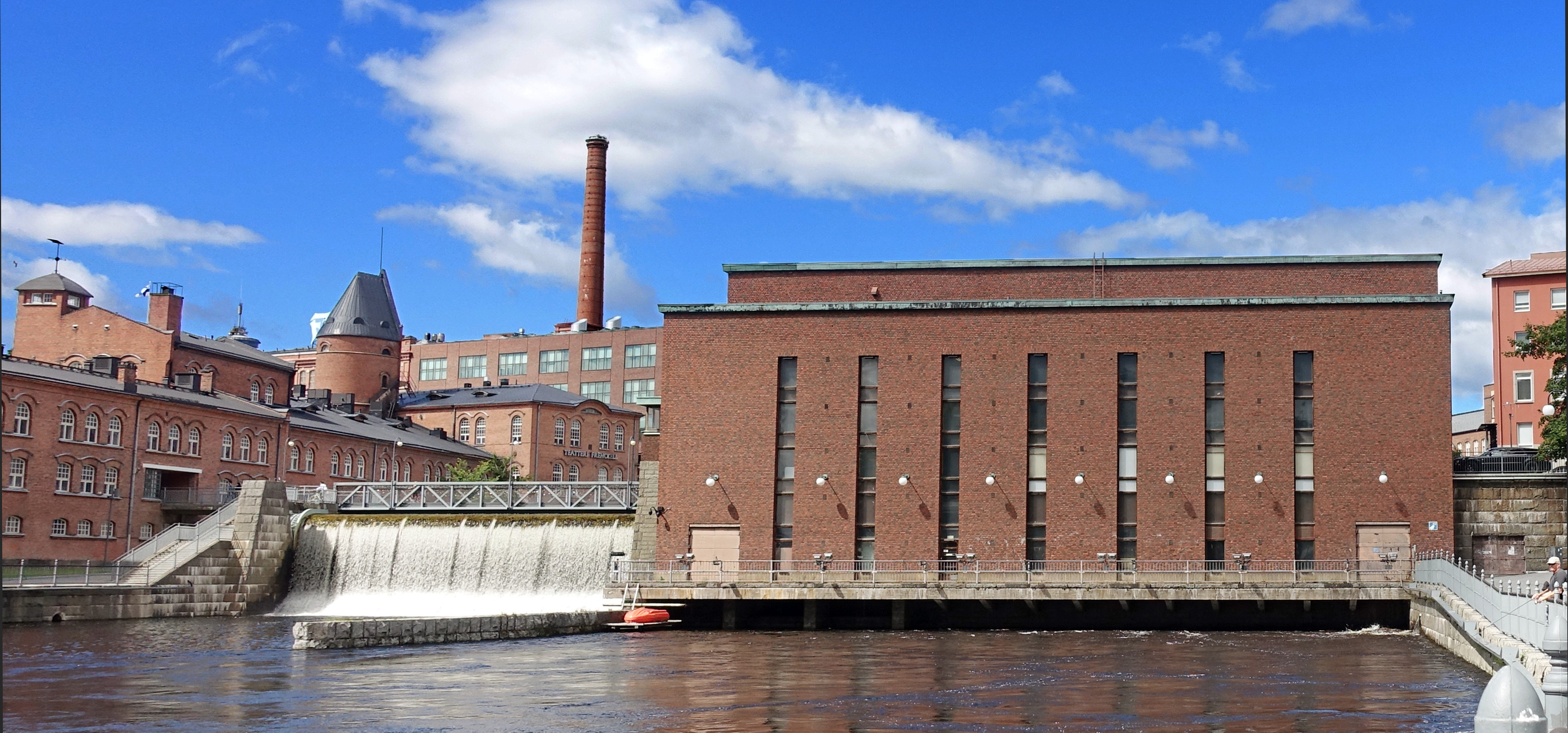
Centrale électrique